# 陳允澤
陳允澤，（1991年10月1日—），藝名阿蹦，臺灣男藝人。畢業於華岡藝校表演藝術科，現就讀實踐大學社會工作系。因外型有典型俊帥花美男而被經紀公司相中，接拍終極一班，其後加入大學生了沒成為節目固定班底，在節目中嶄露頭角，成為2014票選人氣王冠軍。
現在在演藝圈也相當活躍！陸續參與演藝相關工作，包括電視劇、平面廣告、商演活動等。除不間斷在網路上以時尚穿搭、潮流觸角引起注目外，也獲得微電影與舞台劇的邀約以及活動主持人的機會。
近年擔任AirAsia台灣爽玩大使，活動過程中表現亮眼勝出比賽。

## 影視作品

### 電視劇
| 年份 | 頻道       | 劇名      | 飾演 |
| 2013 | 八大綜合台 | 終極一班2 | 阿蹦 |

### 微電影
| 上映日期     | 電影名稱       | 飾演   |
| 2016年6月4日 | 《BETWEEN US》 | 蔚旭奇 |

### 舞台劇
| 劇 團         | 舞台劇                   | 飾 演     |
| 白雪綜藝.劇團 | 風月救風塵華麗升級加演版 | 宋引章    |
| 白雪綜藝.劇團 | 扮裝天后II 慾望門徒      | 小偉/小薇 |

## 外部連結
- 陳允澤 - 阿蹦的Facebook專頁
- 陳允澤的Instagram帳戶